# Conselho Nacional de Recursos Hídricos
DESENVOLVIMENTO
O Conselho Nacional de Recursos Hídricos é a instânciamáxima da hierarquia do Sistema Nacional de Gerenciamento de Recursos Hídricos do Brasil, sendo um dos grandes responsáveis pela implementação da gestão dos recursos hídricos brasileiros.

## Atribuições
Instituído pela Lei nº 9.433 de 8 de janeiro de 1997 e funcionando a partir de 1998, o Conselho Nacional de Recursos Hídricos funciona de forma colegiada, atuando como mediador entre os diversos usuários das águas no país. Segundo a Lei, são suas atribuições:
1. promover a articulação do planejamento de recursos hídricos com os planejamentos nacional, regional, dos estados e dos setores usuários;
2. arbitrar, em última instância administrativa, os conflitos existentes entre Conselhos Estaduais de Recursos Hídricos;
3. deliberar sobre os projetos de aproveitamento de recursos hídricos cujas repercussões extrapolem o âmbito dos Estados em que serão implantados;
4. deliberar sobre as questões que lhe tenham sido encaminhadas pelos Conselhos Estaduais de Recursos Hídricos ou pelos Comitês de Bacia Hidrográfica;
5. analisar propostas de alteração da legislação pertinente a recursos hídricos e à Política Nacional de Recursos Hídricos;
6. estabelecer diretrizes complementares para implementação da Política Nacional de Recursos Hídricos, aplicação de seus instrumentos e atuação do Sistema Nacional de Gerenciamento de Recursos Hídricos;
7. aprovar propostas de instituição dos Comitês de Bacia Hidrográfica e estabelecer critérios gerais para a elaboração de seus regimentos;
8. acompanhar a execução do Plano Nacional de Recursos Hídricos e determinar as providências necessárias ao cumprimento de suas metas;
9. estabelecer critérios gerais para a outorga de direitos de uso de recursos hídricos e para a cobrança por seu uso.
10. zelar pela implementação da Política Nacional de Segurança de Barragens (PNSB).
11. estabelecer diretrizes para implementação da PNSB, aplicação de seus instrumentos e atuação do Sistema Nacional de Informações sobre Segurança de Barragens (SNISB).
12. apreciar o Relatório de Segurança de Barragens, fazendo, se necessário, recomendações para melhoria da segurança das obras, bem como encaminhá-lo ao Congresso Nacional.

## Composição
O artigo 34 da referida lei estabelece a seguinte composição para o Conselho:
- representantes dos Ministérios e Secretarias da Presidência da República com atuação no gerenciamento ou no uso de recursos hídricos;

- representantes indicados pelos Conselhos Estaduais de Recursos Hídricos;

- representantes dos usuários dos recursos hídricos (entre eles, pode-se citar outorgados para irrigação, empresas geradoras de energia elétrica, empresas de saneamento, usuários de água para lazer e turismo);

- representantes das organizações civis de recursos hídricos (organizações não-governamentais, Comitês de Bacias Hidrográficas, etc).

A lei estabelece também que: "o número de representantes do Poder Executivo Federal não poderá ceder à metade mais um do total dos membros do Conselho Nacional de Recursos Hídricos".
Até 2019, o conselho era composto por 57 membros com mandato de três anos, sendo presidido pelo Ministro do Meio Ambiente. Atualmente, o conselho faz parte da estrutura do Ministério do Desenvolvimento Regional e é presidido pelo Ministro do Desenvolvimento Regional. Além disso, o artigo 2º do Decreto Presidencial nº 10.000, de 3 de setembro de 2019, estabelece que o Conselho Nacional de Recursos Hídricos tem a seguinte estrutura:
- I - Plenário;
- II - Secretaria-Executiva;
- III - Câmaras Técnicas; e
- IV - Comissão Permanente de Ética.

É constituído pelas seguintes Câmaras Técnicas, com caráter permanente, que são compostas por nove a dezessete membros, indicados pelos representantes das instituições que compõem o Conselho:
- I. Câmara Técnica de Assuntos Legais (CTAL);
- II. Câmara Técnica de Planejamento e Articulação (CTPA);
- III. Câmara Técnica de Outorga e Cobrança pelo Uso de Recursos Hídricos (CTOC)
- IV. Câmara Técnica de Integração com a Gestão Ambiental e Territorial (CTIGAT);
- V - Câmara Técnica de Educação, Informação e Ciência e Tecnologia (CTECT);